# Orchard (Texas)
Orchard è un centro abitato degli Stati Uniti d'America, situato nella contea di Fort Bend dello Stato del Texas.
La popolazione era di 352 persone al censimento del 2010. Fa parte dell'area metropolitana di Houston–The Woodlands–Sugar Land.

## Geografia fisica
Orchard è situata a 29°36′07″N 95°58′08″W (29.602015, -95.968821). La maggior parte della città è a nord della BNSF Railway. Missouri Street è la principale arteria nord-sud e va a nord fino alla Brazos Elementary School.
Secondo lo United States Census Bureau, ha un'area totale di 0,4 miglia quadrate (1,0 km²).

## Società

### Evoluzione demografica
Secondo il censimento del 2000, c'erano 408 persone, 147 nuclei familiari e 110 famiglie residenti nella città. La densità di popolazione era di 1.078,9 persone per miglio quadrato (414,6/km²). C'erano 156 unità abitative a una densità media di 412,5 per miglio quadrato (158,5/km²). La composizione etnica della città era formata dal 76,47% di bianchi, l'8,09% di afroamericani, l'1,47% di nativi americani, il 12,50% di altre razze, e l'1,47% di due o più etnie. Ispanici o latinos of any national origin erano il 22,55% della popolazione.
C'erano 147 nuclei familiari di cui il 39,5% aveva figli di età inferiore ai 18 anni, il 61,2% erano coppie sposate conviventi, l'8,2% aveva un capofamiglia femmina senza marito, e il 24,5% erano non-famiglie. Il 21,1% di tutti i nuclei familiari erano individuali e l'8,8% aveva componenti con un'età di 65 anni o più che vivevano da soli. Il numero di componenti medio di un nucleo familiare era di 2,78 e quello di una famiglia era di 3,26.
La popolazione era composta dal 28,4% di persone sotto i 18 anni, l'11,5% di persone dai 18 ai 24 anni, il 31,1% di persone dai 25 ai 44 anni, il 20,1% di persone dai 45 ai 64 anni, e l'8,8% di persone di 65 anni o più. L'età media era di 33 anni. Per ogni 100 femmine c'erano 103,0 maschi. Per ogni 100 femmine dai 18 anni in giù, c'erano 102,8 maschi.
Il reddito medio di un nucleo familiare era di 47.000 dollari, e quello di una famiglia era di 59.063 dollari. I maschi avevano un reddito medio di 40.089 dollari contro i 27.396 dollari delle femmine. Il reddito pro capite era di 21.329 dollari. Circa il 7,3% delle famiglie e l'8,9% della popolazione erano sotto la soglia di povertà, incluso il 9,8% di persone sotto i 18 anni e il 17,1% di persone di 65 anni o più.

## Galleria d'immagini

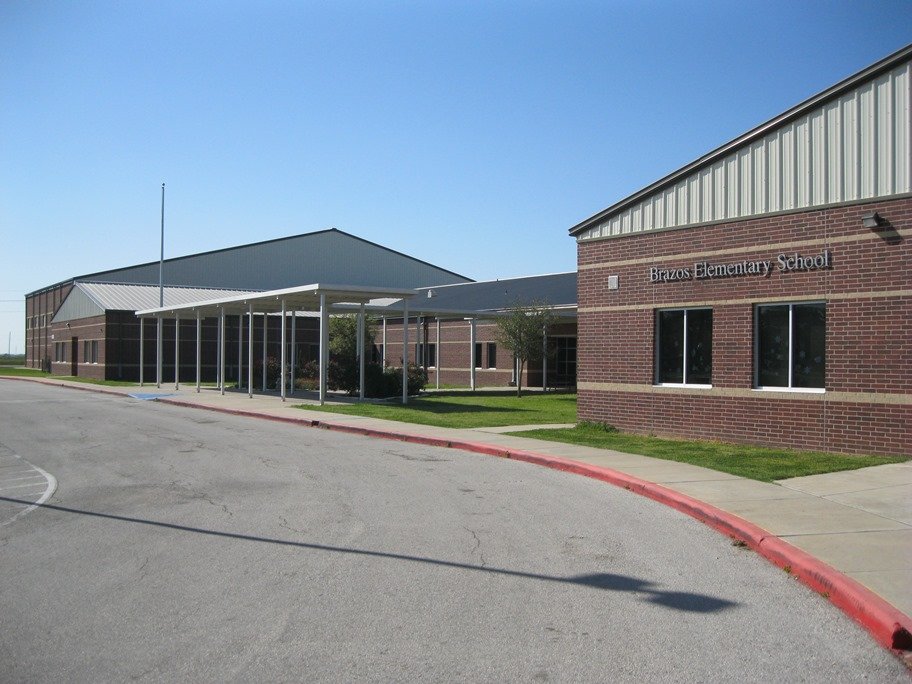
La Brazos Elementary School
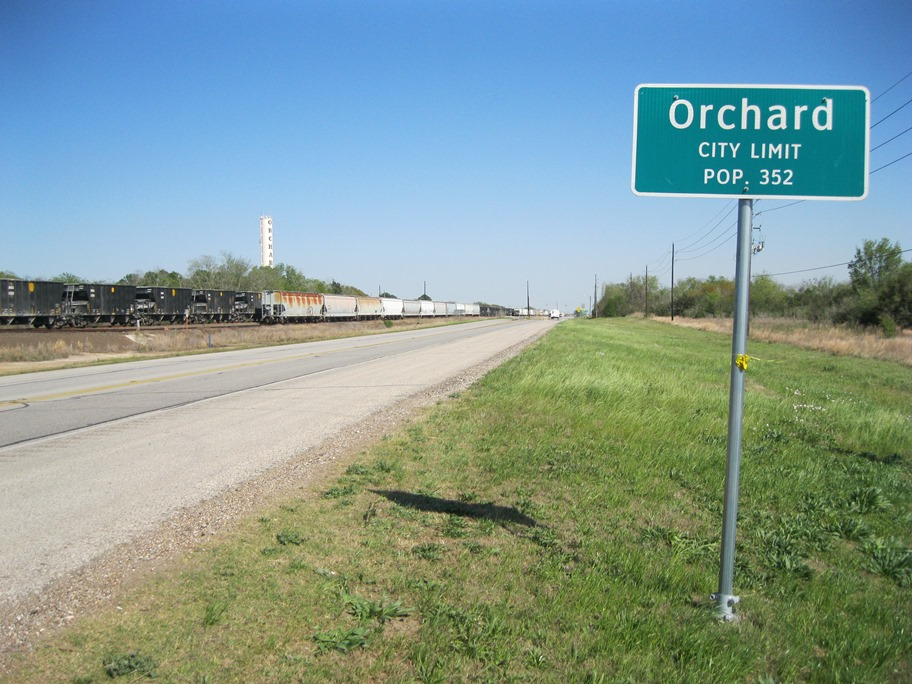
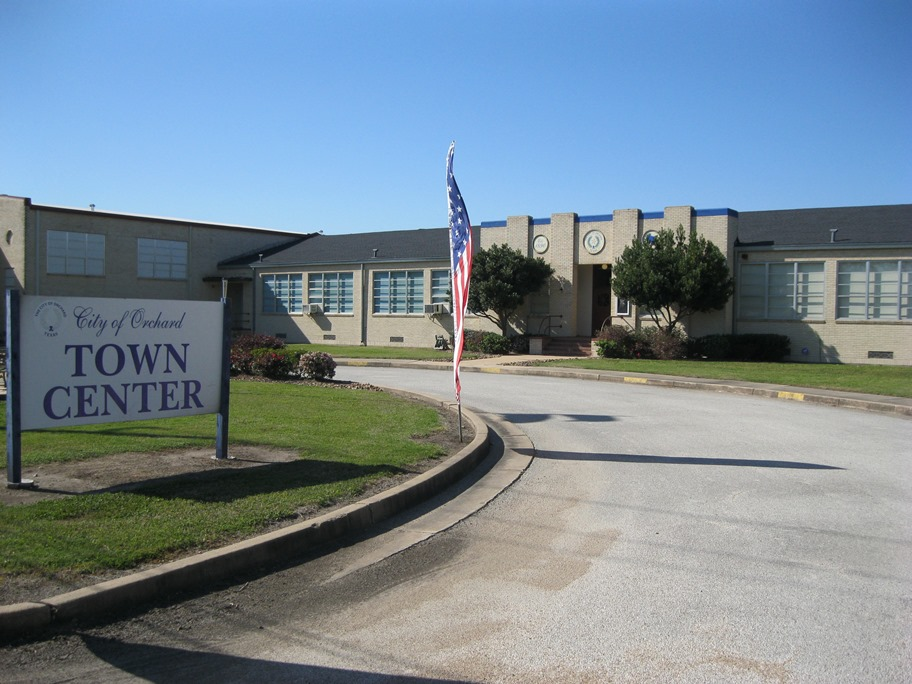
Kibler Road
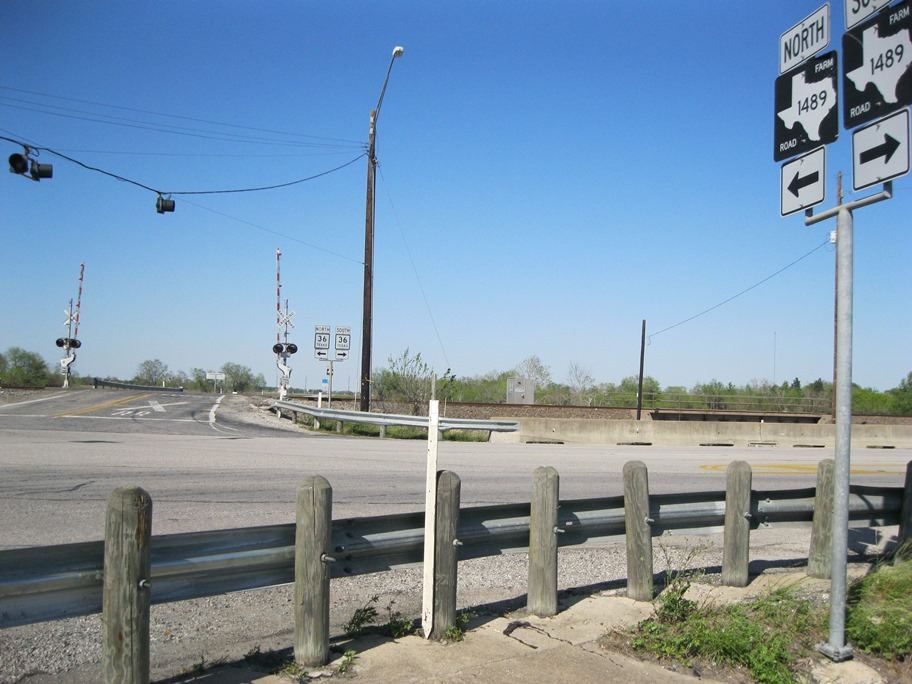
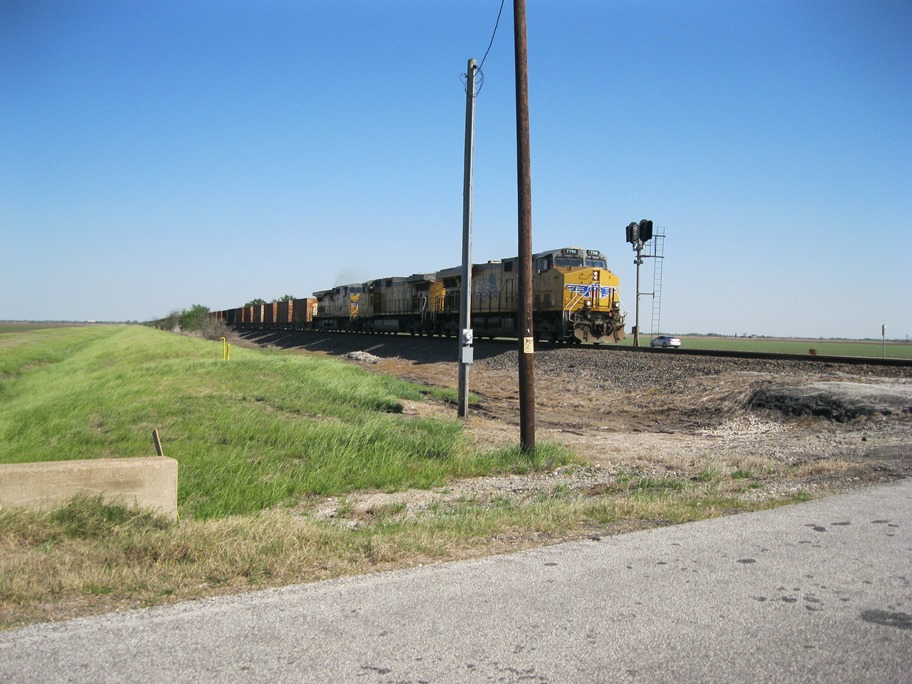
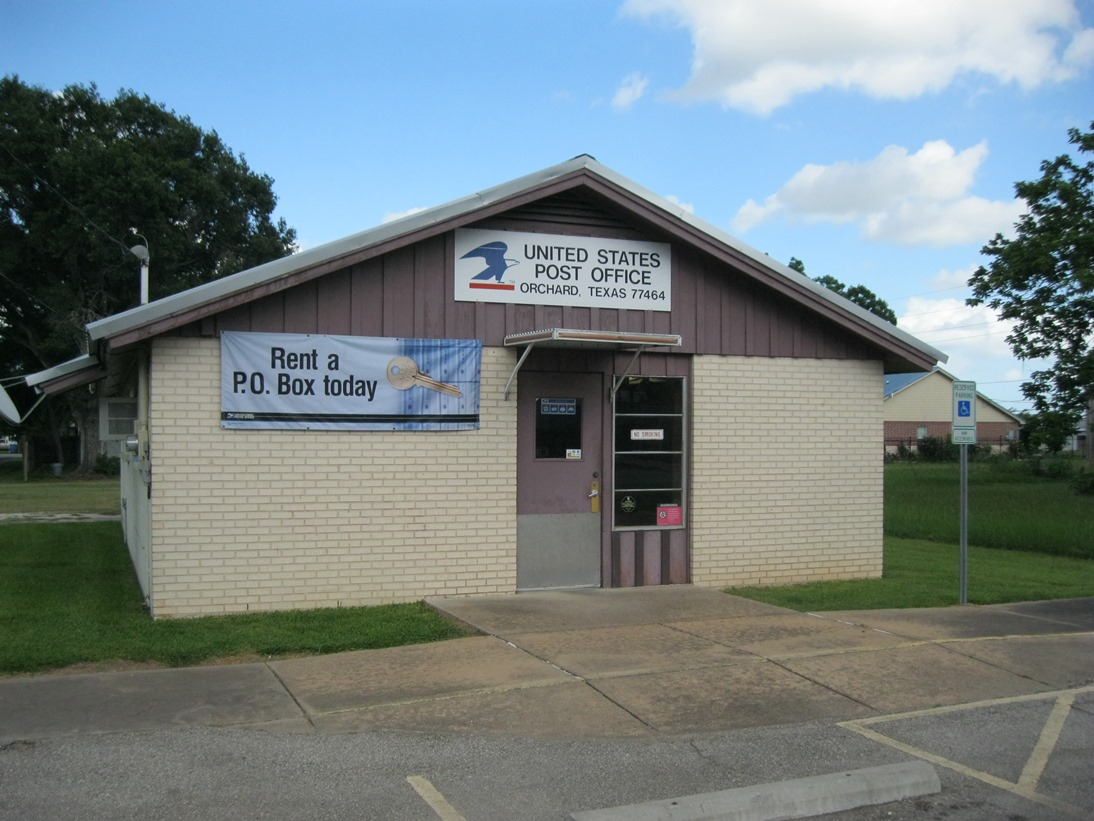
L'ufficio postale in Missouri Street
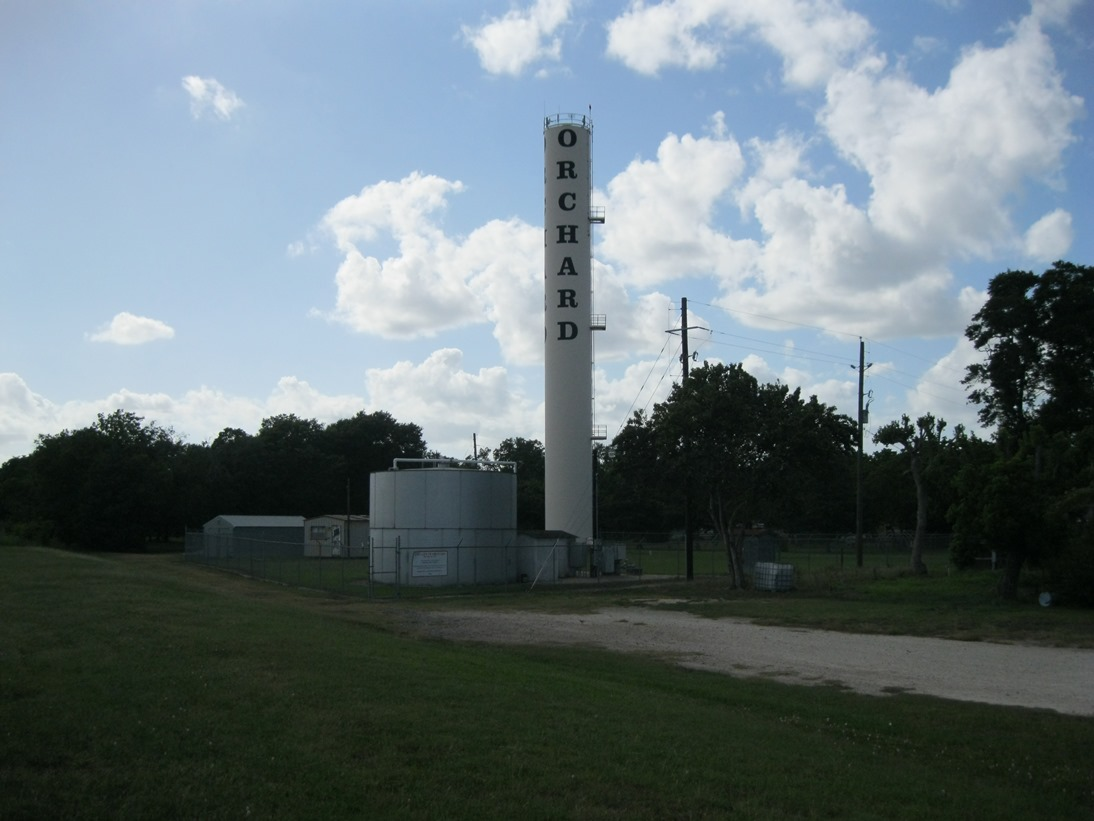
Una torre idrica